# Tholoarctus natans
Tholoarctus natans är en djurart som tillhör fylumet trögkrypare, och som beskrevs av Kristensen och Jeanne Renaud-Mornant 1983. Tholoarctus natans ingår i släktet Tholoarctus och familjen Halechiniscidae.

## Underarter
Arten delas in i följande underarter:
- T. n. natans
- T. n. pedunculatus